# Vadianus
Vadianus (Sankt Gallen, 1484 — 1551) és el nom llatinitzat de l'humanista i reformador suís Joachim von Watt.
Va ser poeta, metge, burgmestre, professor i rector de la Universitat de Viena. Va publicar diversos textos d'autors llatins, especialment Ovidi i Plini el Vell. Va ser un seguidor de Zwingli i Berchtold Haller la doctrina dels quals promocionà a Zúric i Viena. Va escriure una crònica dels abats de Sankt Gallen i una història dels reis francs.